# András Gyürk
András Gyürk, madžarski zgodovinar in politik, * 2. december 1972, Budimpešta.
Leta 2004 je bil izvoljen v Evropski parlament.